# Anortite
L'anortite (simbolo IMA: An) è un minerale molto comune del gruppo del feldspato appartenente alla classe minerale dei "silicati e germanati" con composizione chimica idealizzata Ca(Al2Si2O8) ed è quindi chimicamente un alluminosilicato di calcio. 
Strutturalmente appartiene ai tectosilicati.
L'anortite è un membro della serie mista del plagioclasio costituita dai minerali:
- albite: Na(AlSi3O8)[2] (0–10% di anortite)
- oligoclasio: (Na,Ca)(Si,Al)4O8[3] (10-30% di anortite)
- andesina: (Na,Ca)[(Si,Al)4O8][3] (30–50% di anortite)
- labradorite: (Ca,Na)[(Si,Al)4O8][3] (50–70% di anortite)
- bytownite: (Ca,Na)[(Si,Al)4O8][3] (70–90% di anortite)
- anortite: Ca(Al2Si2O8) (90–100% di anortite)

La composizione dei singoli anelli intermedi è stata determinata arbitrariamente, poiché i singoli minerali possono essere distinti solo mediante analisi chimiche. Pertanto, solo i membri finali albite e anortite sono riconosciuti dall'Associazione Mineralogica Internazionale (IMA) come minerali a sé stanti.

## Etimologia e storia
L'anortite fu scoperta per la prima volta a Monte Somma in Italia e descritta nel 1823 da Gustav Rose, che chiamò il minerale dal il greco antico ἄ(ν)- (á(n)-, cioè non) e ὀρθός (orthós, cioè verticale, dritto), a formare la parola non verticale in riferimento alla forma obliqua dei cristalli di anortite triclina.

## Classificazione
Già nell'obsoleta 8ª edizione della sistematica minerale secondo Strunz, l'anortite apparteneva alla classe minerale dei "silicati e germanati" e lì alla sottoclasse dei "tectosilicati", dove insieme ad albite, andesina, bytownite, labradorite e oligoclasio,e con l'aggiunta in appendice del minerale reedmergnerite il gruppo del "plagioclasio" con il sistema nº VIII/F.03c.
Nella Sistematica dei lapis (Lapis-Systematik) di Stefan Weiß, che è stata rivista e aggiornata l'ultima volta nel 2018 e che si basa ancora su questa vecchia forma della sistematica di Strunz per rispetto dei collezionisti privati e delle collezioni istituzionali, al minerale è stato assegnato il sistema e il minerale nº VIII/J.07-70. In tale Sistematica ciò corrisponde alla classe dei "tectosilicati", dove l'anortite forma un gruppo indipendente, ma senza nome, insieme ad albite, anortoclasio, banalsite, dmisteinbergite, filatovite, kumdycolite, liebermannite, lingunite, oligoclasio, stöfflerite, stronalsite e svyatoslavite così come i minerali intermedi andesina, bytownite e labradorite.
Anche la 9ª edizione della sistematica minerale di Strunz, che è valida dal 2001 ed è stata aggiornata l'ultima volta dall'IMA nel 2024, classifica l'anortite nella classe dei "silicati e germanati", ma anche nella nuova sottoclasse dei "tettosilicati senza H2O zeolitica". Questa è anche ulteriormente suddiviso in base all'eventuale presenza di altri anioni, in modo che il minerale possa essere trovato in base alla sua composizione nella suddivisione "tettosilicati senza anioni aggiuntivi non tetraedrici" dove, insieme ai minerali riconosciuti albite e reedmergnerite nonché ai membri intermedi andesina, bytownite, labradorite e oligoclasio, forma il sistema nº 9.FA.35.
Tale classificazione è mantenuta anche nell'edizione successiva, proseguita dal database "mindat.org" e chiamata anche Classificazione Strunz-mindat. La sistematica dei minerali secondo Dana, che viene utilizzata principalmente nel mondo anglosassone, classifica l'anortite nella classe dei "silicati e germanati" e lì nella sottoclasse dei "tectosilicati: reticoli Al-Si". La si trova nella "serie del plagioclasio" con il sistema nº 76.01.03 che è situata all'interno della sottosezione "tectosilicati con reticolo Al-Si".

## Abito cristallino
L'anortite cristallizza nel sistema triclino nel gruppo spaziale P1 (gruppo nº 2) con i parametri reticolari a = 8,18 Å, b = 12,88 Å, c = 14,17 Å, α = 93,2°, β = 115,8° e γ = 91,2°, oltre a 8 unità di formula per cella unitaria.

## Origine e giacitura
L'anortite si forma magmaticamente in gabbri, basalti e anortosite o in rocce metamorfiche. L'anortosite rocciosa, che forma parti significative della crosta lunare, è costituita quasi interamente da anortite.
Sotto una pressione estremamente elevata di ~29 GPa (~290 kBar), come può accadere durante il metamorfismo da impatto a seguito dell'impatto di un meteorite, il plagioclasio ricco di anortite viene convertito in maskelynite, un vetro diaplelettico. A 6-8 GPa e 1350-1000 °C, la maskelynite può cristallizzare a 6-8 GPa per formare tissintite, un pirosseno con la composizione dell'anortite che ha lacune in posizione reticolare.
Come formazione minerale comune, l'anortite può essere trovata in molti luoghi, con quasi 1900 siti documentati in tutto il mondo (a partire dal 2021). Oltre alla località tipo Monte Somma, il minerale è stato trovato anche in Italia sul Vesuvio, sempre in Campania, vicino a Osilo nella provincia di Sassari, vicino a Spoleto in Umbria, e in diverse località nelle regioni del Lazio, della Lombardia, del Piemonte, della Sicilia, del Trentino-Alto Adige e della Toscana.
Degna di nota è anche l'isola di Miyakejima nella prefettura giapponese di Tokyo, dove sono stati trovati cristalli di anortite fino a 5 cm di diametro. In Germania, il minerale è stato trovato vicino a Schollach (Eisenbach) nel Baden-Württemberg, tra gli altri luoghi; Maroldsweisach, Röhrnbach e Wiesau in Baviera; Eschwege, Gießen e Hanau in Assia; nei pressi di Bad Harzburg in Bassa Sassonia; in diverse località dell'Eifel in Renania-Palatinato; nei pressi di Chemnitz e Schneeberg in Sassonia; vicino a Plön nello Schleswig-Holstein; così come vicino a Gera e Smalcalda in Turingia.
In Austria, l'anortite è stata principalmente trovata in Carinzia, Bassa Austria e Stiria, e in Svizzera è stata finora trovata Vicosoprano nel Canton Grigioni e in Canton Ticino. Moltissimi altri siti sono sparsi in tutto il mondo. L'anortite è stata rilevata anche in campioni di roccia della dorsale medio atlantica e della dorsale del Pacifico orientale; al di fuori della Terra, oltre alla Luna, è stata trovata nel materiale di coda della cometa 81P/Wild.

## Forma in cui si presenta in natura
Il minerale di solito sviluppa cristalli prismatici corti con una brillantezza simile al vetro sulle superfici, ma si presenta anche sotto forma di aggregati minerali lamellari, granulari o massicci. Nella sua forma pura, l'anortite è incolore e trasparente. Tuttavia, a causa della rifrazione multipla della luce dovuta a difetti reticolari o alla formazione policristallina, può anche essere bianco traslucido e assumere un colore grigio o rossastro a causa di mescolanze estranee.